# Ulams spiral
Ulams spiral eller primtalsspiralen er en grafisk afbildning af primtallene opdaget ved et tilfælde i 1963 af matematikeren Stanisław Ulam og publiceret kort efter i tidsskriftet Scientific American. På afbildningen ligger primtallene ikke tilfældigt fordelt, men er koncentreret langs bestemte især diagonale linjer.

## Konstruktion
Ulams spiral konstrueres ved, at man skriver de naturlige tal op i spiralform, fx på ternet papir (her de første 7×7 tern):
hvorefter man fjerner de sammensatte tal, så kun primtallene er tilbage:
På den fremkomne figur synes de tilbageværende primtal fortrinsvis at ligge langs bestemte diagonaler, se også figur med 200×200 punkter, idet dog visse lodrette og vandrette linjer også står frem, omend mindre tydeligt. Selv hvis man starter spiralen med et andet tal end 1, vil lignende mønstre fremkomme. Starter man med tallet 41, fås en diagonal med en ubrudt streng på 40 primtal (fra 1523 til 1601), det længste eksempel af denne slags.

## Historie
Det var som tilhører til et videnskabeligt foredrag i 1963, som han angiveligt fandt langtrukkent og kedeligt, at Ulam tilfældigt opdagede spiralen, da han gav sig til at skrive tal-kruseduller, i stil med tegningerne ovenfor. Ulams håndtegnede spiral indeholdt nogle få hundrede punkter, men kort efter beregnede han, sammen med kollegerne Myron Stein og Mark Wells, på computeren på sin arbejdsplads Los Alamos Scientific Laboratory en spiral med 100.000 punkter.
Den lille forskergruppe undersøgte nu også tætheden af primtal langs nogle af de diagonaler, hvor der var særlig mange, henholdsvis særlig få primtal. En spiral med 65.000 punkter blev vist på en skærm knyttet til computeren, og dernæst fotograferet. Ulams spiral blev omtalt i Martin Gardners matematik-klumme Mathematical Games i marts 1964-nummeret af Scientific American, med spiralen på forsiden. Ulam og Gardner hæftede sig ved de tydelige diagonale, vandrette og lodrette linjer med mange primtal, men også ved, at sådanne linjer ikke var uventede: linjer i spiralen svarer til andengradspolynomier, hvoraf visse, fx den af Euler påviste x2 − x + 41, giver mange primtal.
Ulams spiral byder dog stadig på uløste udfordringer inden for talteori, fx Landaus problemer. Man har fx aldrig kunnet finde et andengradspolynomium, der giver uendeligt mange primtal, eller for den sags skyld vise høj asymptotisk tæthed af primtal, selvom der er velbegrundede formodninger om, hvad denne asymptotiske tæthed burde være.[kilde mangler]
I sin klumme i Scientific American sluttede Gardner af med at nævne den amerikanske zoolog Laurence Klaubers artikel fra 1932, altså mere end 30 år før Ulams opdagelse: Klauber tegnede de naturlige tal op i et trekantdiagram, med 1 øverst, i næste række 2 til 4, i næste række 5 til 9 osv, og konstaterede, at primtallene forekom hyppigere langs diagonaler og lodrette linjer. Klauber nævnte også de primtalrige polynomier, bl.a. Eulers.